# 申奥
申奥（中国朝鲜语：*/?，1986年9月11日—），男，朝鲜族，中国导演、编剧，毕业于北京电影学院导演系。“我一直坚定地用写实手法拍摄现实主义作品，因为真正吸引观众的是人性的挣扎”为其个人创作风格。

## 简介
2016年，宁浩导演的坏猴子影业发起“坏猴子72变电影计划”，申奥成为与其签约的多位新人导演之一。
2019年编导的个人首部电影《受益人》以“骗保”为题材，由宁浩监制，获得第33届中国电影金鸡奖最佳导演处女作。2023年执导的反诈题材电影《孤注一掷》继续由宁浩监制，在暑期上映收获38.49亿元高票房。

## 影视作品
- 2005年短片《河龙川岗》，获得西班牙圣塞巴斯蒂安电影节学生短片单元二等奖、第1届中国国际新媒体短片节金鹏奖最佳短片奖、第1届中国国际新媒体短片节金鹏奖优秀剧情短片导演奖
- 2010年短片《潮逐浪》
- 2019年短片《2019最美表演》（联合执导）
- 2019年编导电影《受益人》
- 2023年执导电影《孤注一掷》
- 2024年执导的悬疑网络剧《新生》自5月6日在优酷播出[3][4]
- 2025年执导电影兼編劇《南京照相馆》
- 待上映执导电影兼編劇《用武之地》